# چارلز واترتن

تصویر چارلز واترتن که توسط چارلز ویلسون پیل در سال ۱۸۲۴ کشیده شده‌است و در نگارخانه ملی لندن قرار دارد.

چارلز واترتن (به انگلیسی: Charles Waterton)،(زاده ۳ ژوئن ۱۷۸۲ – درگذشته ۲۷ مه ۱۸۶۵)، طبیعی‌دان و جهانگرد انگلیسی بود.

## زندگی اولیه
«جناب» واترتن در والتن‌هال ویکفیلد یورک‌شر به دنیا آمد. او فرزند توماس واترتن و آنه بدینگ‌فیلد بود. او در کالج استونی‌هرست لانکاشر تحصیل کرد. علاقه او به اکتشاف و حیاط وحش در مدرسه مشخص بود. در یک مورد واترتن که در حال بالا رفتن از برج‌های جلوی ساختمان بود توسط رئیس یسوعی مدرسه گیر افتاد؛ تقریباً به بالای برج رسیده بود، که رئیس به او دستور داد از راهی که بالا رفته بود پایین بیاید. واترتن در خودزندگینامه‌اش می‌نویسد: «زمانی که مدرسه بودم، با درک متقابل، من به عنوان شکارچی موش، گیرندهٔ روباه، قاتل خزسیاه و سازندهٔ تیروکمان هنگام پر درآوردن کلاغهای زاغی جوان در نظر گرفته می‌شدم. من کارهایم را با موفقیت زیادی پیگیری می‌کردم. حشرات موذی دوجین دوجین ناپدید می‌شدند، کتاب‌ها نسبتاً ورق زده می‌شدند، و با توجه به درک من از مطالب، همه چیز کاملاً به خوبی پیش می‌رفت.»

## آمریکای جنوبی
در سال ۱۸۰۴ او به گویان بریتانیا سفر کرد تا مسئولیت املاک دایی‌اش را در نزدیکی جرج‌تاون برعهده گیرد. در سال ۱۸۱۲ شروع به کشف زمین‌های پشت ساحل کلونی کرد، و تا سال ۱۸۲۴ چهار بار به مسافرت رفت، و در فصل بارانی با پای پیاده به برزیل رسید. او کشفیاتش را در کتاب خود: «سرگردانی‌های واترتن در آمریکای جنوبی» توصیف کرده‌است. این کتاب الهام بخش پسران دانش‌آموز بریتانیایی مثل :چارلز داروین و آلفرد راسل والاس شد.
واترتن تاکسیدرمیست ماهری بود و بسیاری از حیواناتی را که در سفرهای اکتشافی‌اش با آن‌ها مواجه شده بود حفظ کرد. او روش منحصر به فردی از تاکسیدرمی را به کار برد، روش او خیساندن نمونه‌ها در چیزی بود که خودش آن را بخار جیوه نامیده بود. بی‌شباهت به بسیاری از حیوانات حفظ شده به روش پر کردن شکمشان، نمونه‌های او توخالی و شبیه نمونهٔ واقعی بودند. او حس شوخ‌طبعی خود را هم در تعدادی از تاکسی‌درمی‌ها به نمایش گذاشت. یکی از تابلوهایی که او خلق کرد (و اکنون گم شده‌است) شامل چندین خزنده است که لباس پروتستان‌های مشهور انگلیسی را پوشیده‌اند و عنوان آن «اصلاحات جانورشناسی انگلیسی به نمایش درآمده» است. نمونهٔ دیگر زیر یک میمون جیغ‌کش بود که او آن را تقریباً به شکل صورت یک انسان درآورده و به سادگی روی آن برچسب «بدون شرح» چسباند. این نمونه هنوز به کارهای دیگری از مجموعه واترتن در موزهٔ ویک‌فیلد به نمایش درمی‌آید.
واترتن هنگامی که در گویان بریتانیا بود مهارت‌هایش را به یکی از بردگان عمویش جان ادمونستن آموخت. ادمونستون هم که بعدها آزاد شد و در ادینبرا تمرین تاکسی‌درمی می‌کرد، به نوبهٔ خود آن را به داروین نوجوان آموزش داد.

## والتن‌هال
در دههٔ ۱۸۲۰ واترتن به والتن‌هال برگشت و دیواری به ارتفاع نه فوت در اطراف ملکی ۵ کیلومتری ساخته و آن را به اولین ذخیره‌گاه طبیعی مرغابیان جهان تبدیل کرد و این کار او را اولین مدافع محیط‌زیست دنیا ساخت. او اولین لانهٔ چوبی پرنده را هم اختراع کرد. مجموعهٔ واترتن که تا سال ۱۹۶۶ در کالج استونی‌هرست به نمایش درمی‌آمد، اکنون در موزهٔ ویک‌فیلد است. واترتن سگی داشت که در پی‌ریزی نژاد جدید ماستیف انگلیسی نقش برجسته‌ای داشت و شاید جد همهٔ سگ‌های زندهٔ این نژاد باشد.
در ۱۱ مه ۱۸۲۹ واترتن با آنه ادمونستون ۱۷ ساله نوهٔ یک بومی آراواک ازدواج کرد. زنش اندکی بعد از تولد پسرش ادموند در سن ۱۸ سالگی از دنیا رفت. پس از مرگ او واترتن برای مجازات خودش روی زمین می‌خوابید و به جای بالش بلوکی چوبی را زیر سرش می‌گذاشت.
واترتن از اولین مخالفان آلودگی بود. او پروندهٔ دادگاهی طولانی مدتی با صاحبان کارخانهٔ صابون‌سازی داشت. در ۱۸۳۹ کارخانهٔ آن‌ها نزدیک ملک او بود و موادشیمیایی سمی که از آن به بیرون فرستاده می‌شد به درخت‌های پارک صدمهٔ شدیدی زده و دریاچه را آلوده می‌کرد. سرانجام او موفق شد صاحبان کارخانه را مجبور به تغییر مکان کند.
واترتن پس از سقوطی در ملکش که منجر به شکستن دنده‌هایش و آسیب دیدن کبدش شد درگذشت. تابوتش با کرجی به جایی که خودش برای آرامگاهش انتخاب کرده بود، نزدیک محل وقوع حادثه برده شد، جنازه‌اش تحت نظر اسقف محلی در کنار دریاچه و بوسیلهٔ مردم محلی زیادی تشییع شد. قبرش بین دو درخت بلوط بود که بعدها ناپدید شده‌است.

## افسانه‌های عجیب و غریب در مورد او
داستانهای متعددی در موردچارلز واترون گفته شده‌است، که بعضی از آن‌ها قابل تأیید است.
حداقل موارد زیر مستند شده‌اند:
- دوست داشت مثل مترسک لباس پوشیده و لای درخت‌ها بنشیند.[۸]
- وانمود می‌کرد که مستخدم خودش است و سپس میهمانانش را با برس زغال‌سنگ غلغلک می‌داد.[۹]
- بالای درختان بلند می‌رفت تا جوجه حواصیل‌ها را که در اثر طوفان از لانه‌هایشان بیرون افتاده بودند سرجایشان بگذارد.[۹]
- وانمود می‌کرد که یک سگ است و پای میهمانانی را که به خانه‌اش می‌آمدند گاز می‌گرفت.[۹]
- هر زمان که مریض می‌شد برای درمان بیماریش از پشت‌درد گرفته تا مالاریا به شدت از بادکش استفاده می‌کرد.[۱۰] در فصلی با عنوان «جناب واترتن» هارلی مکالمه‌اش را با واترتن بازگو کرده و فلسفهٔ او را در مورد خون گرفتن از خودش توصیف می‌کند.[۱۱]

## میراث
دیوید اتنبرو او را به عنوان یکی از اولین افرادی که در همه جا به رسمیت شناخته می‌شود توصیف کرده‌است، چون نه تنها ذخیرگاه طبیعی که او ایجاد کرد اهمیت زیادی داشت، بلکه از آن حفاظت هم کرد، کاری که بشریت بیشتر و بیشتر خواستار آن شد.
خانه واترتون، والتن هال، که اکنون تنها از طریق یک پل عابرپیاده می‌توان به جزیره‌اش نزدیک شد، در حال حاضر ساختمان اصلی یک هتل است. یک زمین گلف در مجاورت آن و مسیرهای عمومی مختلفی وجود دارد، بعضی از آن‌ها محافظت شده‌است.
دریاچهٔ واترتن در آلبرتای کانادا اکنون یک پارک ملی است و در ۱۸۵۸ توسط توماس بلکیستن به افتخار او نامیده شده‌است. یک جادهٔ ویک‌فیلد و مدرسه‌ای در ویک‌فیلد، یورکشایر هم به افتخار او نامگذاری شده‌است.